# Copa Colsanitas 2001
Copa Colsanitas 2001 — жіночий тенісний турнір, що проходив на відкритих кортах з ґрунтовим покриттям Club Campestre El Rancho в Боготі (Колумбія). Належав до турнірів 3-ї категорії в рамках Туру WTA 2001. Турнір відбувся вчетверте і тривав з 19 до 25 лютого 2001 року. Перша сіяна Паола Суарес здобула титул в одиночному розряді й отримала 27 тис. доларів США.

## Фінальна частина

### Одиночний розряд
Паола Суарес —  Ріта Куті-Кіш 6–2, 6–4
- Для Суарес це був 1-й титул в одиночному розряді за сезон і 2-й - за кар'єру.

### Парний розряд
Татьяна Гарбін /  Жанетта Гусарова —  Лаура Монтальво /  Паола Суарес 6–4, 2–6, 6–4
- Для Гарбін це був 1-й титул за рік і 3-й — за кар'єру. Для Гусарової це був 2-й титул за сезон і 7-й — за кар'єру.